# Santa Maria presso San Satiro

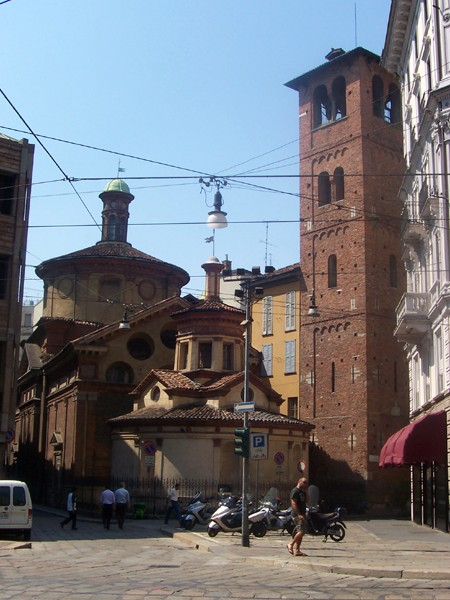
S. Satiro und Campanile, dahinter Sta. Maria

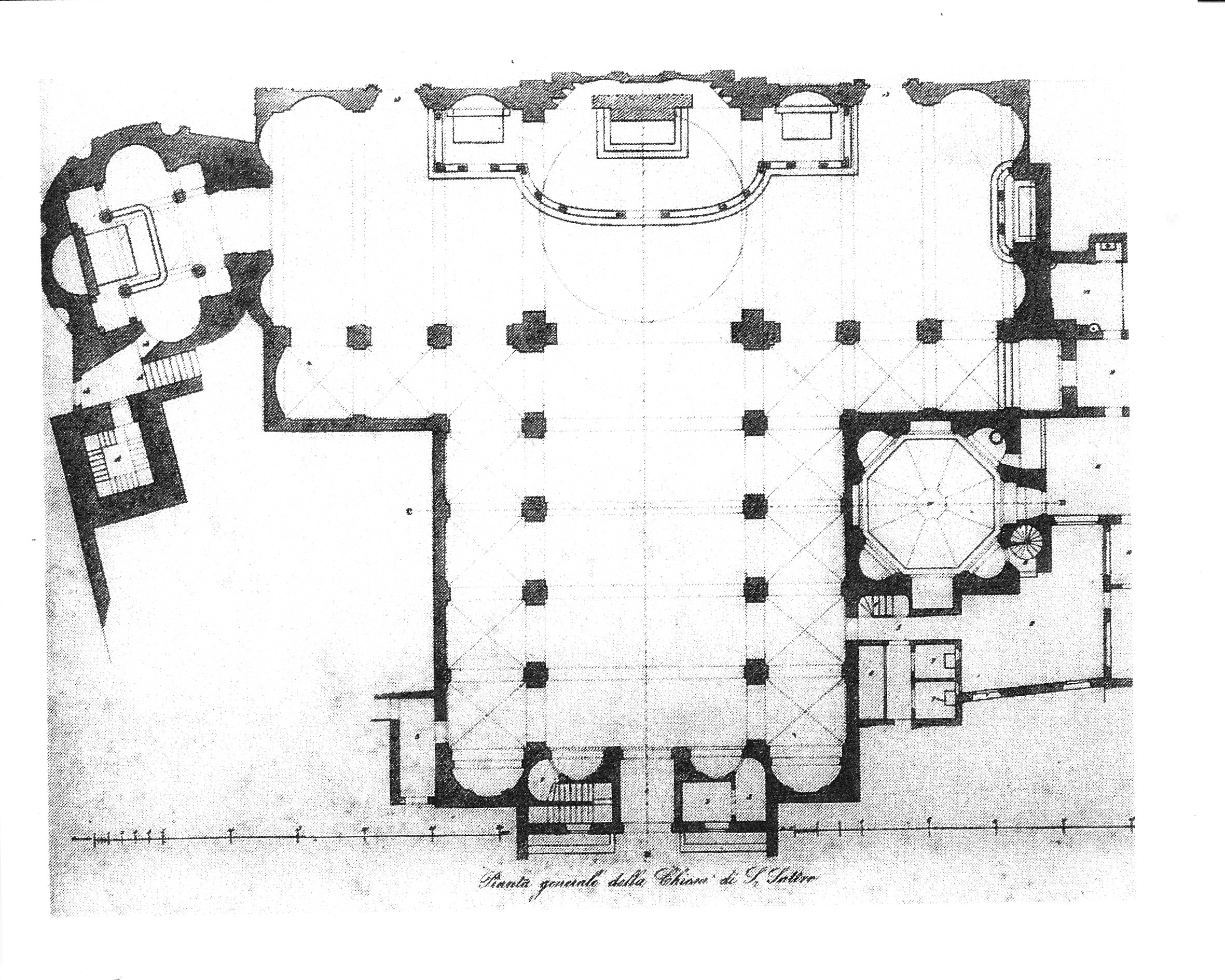
Grundriss (gesüdet) von S. Maria und S. Satiro, 19. Jahrhundert

Santa Maria presso San Satiro (italienisch Hl. Maria beim Hl. Satyrus) ist ein Komplex von Sakralbauten  in Mailand, er enthält drei kunstgeschichtlich bedeutende Teile: Keimzelle ist ein kleiner Zentralbau des 9. Jahrhunderts, der noch im Kern erhalten ist. In der Renaissance wurde um 1480 eine Marienkirche angefügt, die durch ihren ungewöhnlichen Grundriss und die geniale Scheinarchitektur des Chores von Giovanni Antonio Amadeo berühmt ist. Die Sakristei, ebenfalls von ihm entworfen, gehört zu den wichtigen Zentralbauten der italienischen Frührenaissance.

## Geschichte

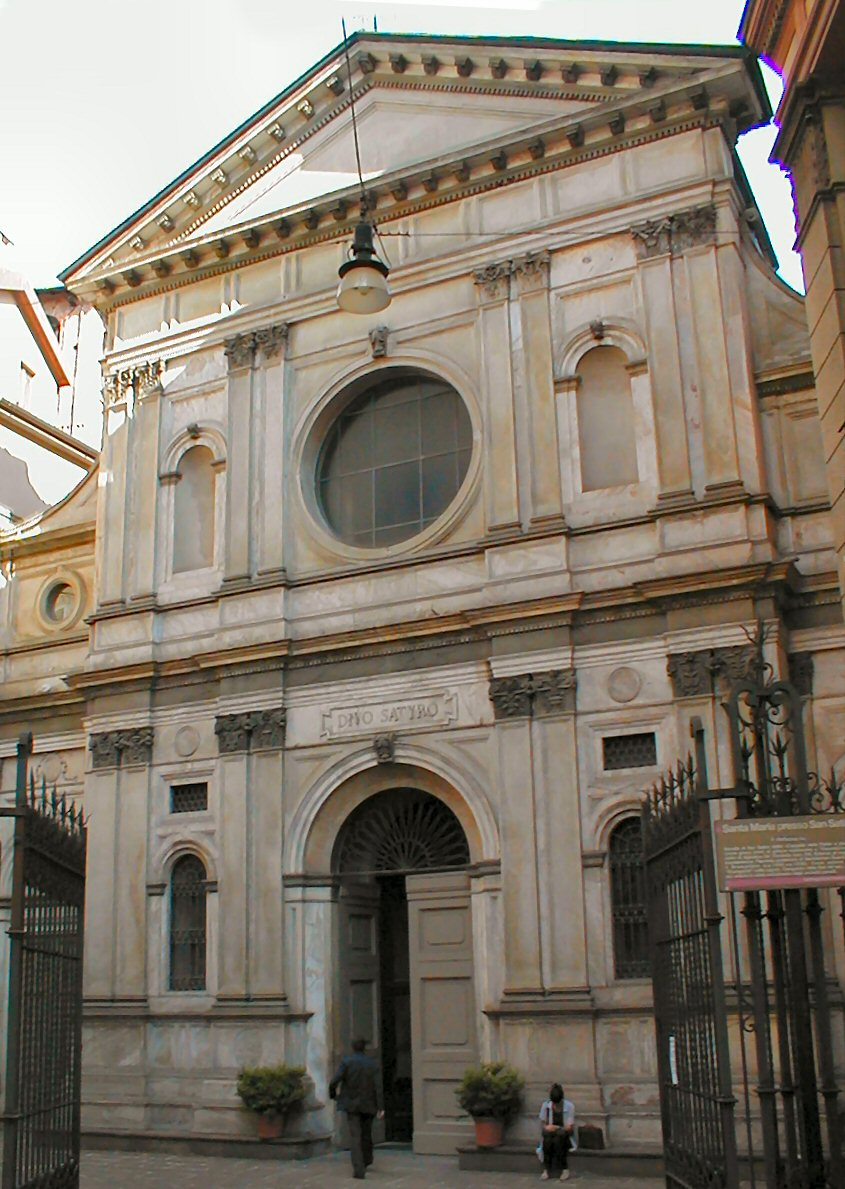
Fassade

Erzbischof Anspertus ließ um 870 den kleinen Zentralbau als Kirche für den Heiligen Satyrus, einen Bruder des Ambrosius von Mailand errichten.
Im Auftrag der in Mailand regierenden Sforza wurde 1478 die anschließende Marienkirche begonnen.
Ihre Baugeschichte ist undurchsichtig, die Quellenlage dünn. Vor allem der Anteil Bramantes wird in der Forschung unterschiedlich bewertet. Belegt ist die Anwesenheit des Architekten, der möglicherweise schon um 1476 aus Urbino nach Mailand kam, erst für 1482. Doch geht man allgemein davon aus, dass zumindest die Idee einer Zentralbau-Konzeption für die Kirche auf ihn zurückgeht. Für die Bauleitung und Realisierung im Detail war vermutlich Giovanni Antonio Amadeo verantwortlich. Amadeos ursprünglicher Plan, so wird vermutet, sah vor, den Kuppelbau mit seinen tonnengewölbten Nebenjochen in die Achse der zunächst als abgeschnürten Chor verwendeten San-Satiro-Kapelle zu stellen. Nach weitgehender Fertigstellung habe man jedoch schon vor 1486 eine großzügige Erweiterung vorgenommen, indem von der jetzt zur Vierung werdenden Kuppel aus ein dreischiffiges Langhaus von fünf Jochen nach Norden hin angefügt wurde. Dieser Orientierungswechsel um 90° erforderte eine neue Lösung für den Chor, der wegen der Straßenführung hier nicht räumlich ausgreifen konnte. Im Jahr 1483 errichtete Agostino Fonduli nach Amadeos Entwurf im westlichen Winkel zwischen Lang- und Querhaus
die Sakristei. Auch nach dem Sturz Ludovico Moros und dem Weggang Bramantes (beides 1499) wurde der Bau fortgesetzt und bis 1514 vollendet. Nur die von Amadeo begonnene Nordfassade wurde erst 1871 in Abwandlung seiner Pläne in kühl-historisierendem Stil abgeschlossen.

## Baugestalt
Der Blick von Osten auf den Außenbau zeigt nebeneinander: den frühromanischen Campanile von 1043; die frühmittelalterliche San-Satiro-Kapelle, deren vierpassförmiger Grundriss später durch die wohl von Amadeo veranlasste Ummantelung und die Renaissance-Laterne verändert wurde; darüber den Ostgiebel des Querhauses von Bramante und links an der Straße eine portalähnliche Giebelarchitektur, hinter der sich der Chor befindet.

### Inneres
Das Innere betritt man von Norden her. Das Gebäude besteht aus einer Stufenhalle mit tonnengewölbtem Mittelschiff, schmalen Seitenschiffen und dem tonnengewölbten Querschiff. Die Vierung ist durch eine Pendentifkuppel überwölbt, Vorbild dafür war die Pazzi-Kapelle des Filippo Brunelleschi an Santa Croce in Florenz. Der Chor hat wegen der Via Falcone hinter dem Gebäude nur eine Tiefe von 90 cm; mit dicht gestaffelten Wandvorlagen und einer illusionistischen Bemalung der Rückwand nach den Verkürzungsregeln der Zentralperspektive täuscht Amadeo verblüffende Tiefe vor und schuf damit eines der ersten großen Beispiele eines Trompe-l’œil in der Architekturgeschichte.

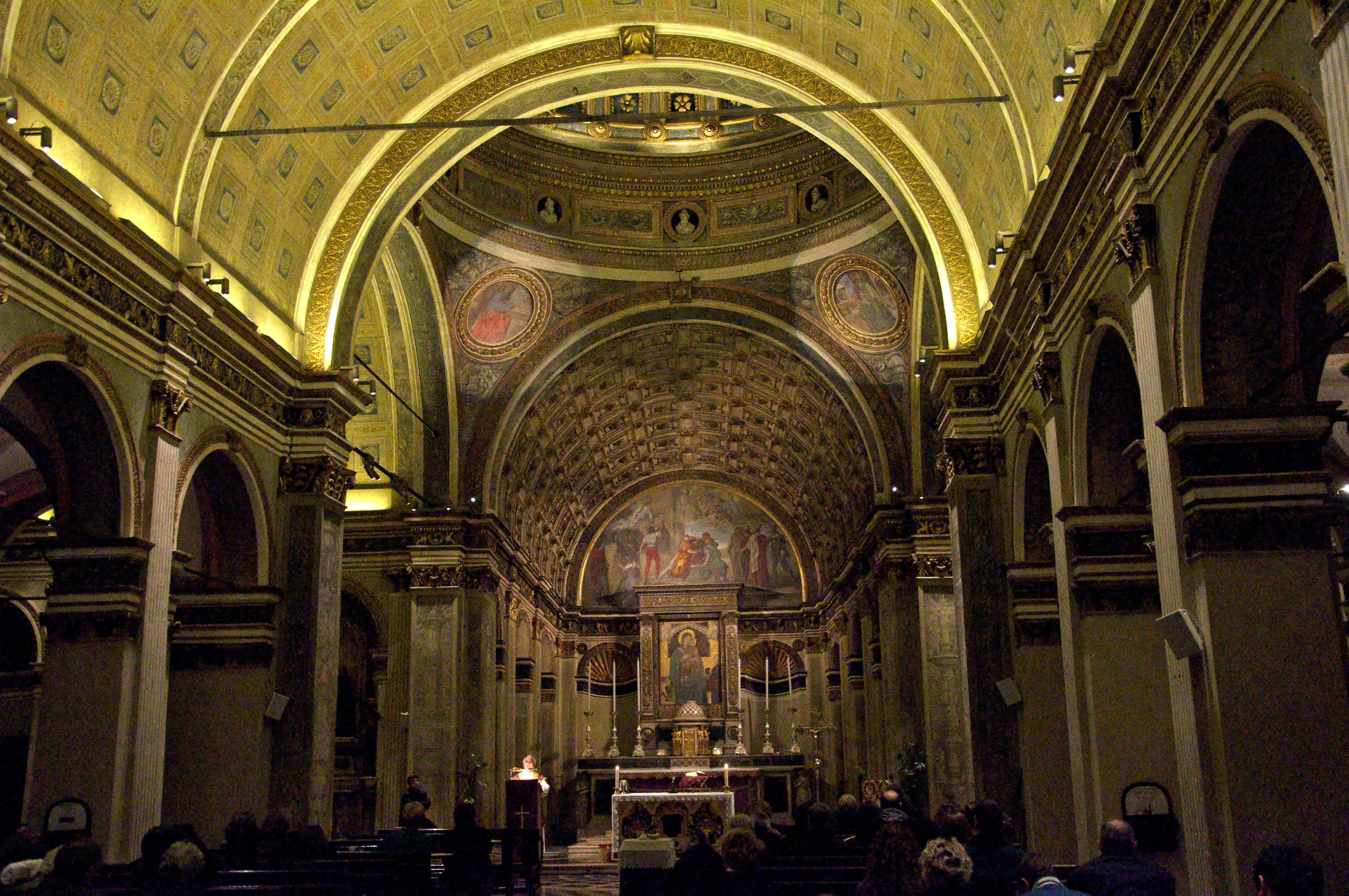
Amadeos perspektivische Illusion
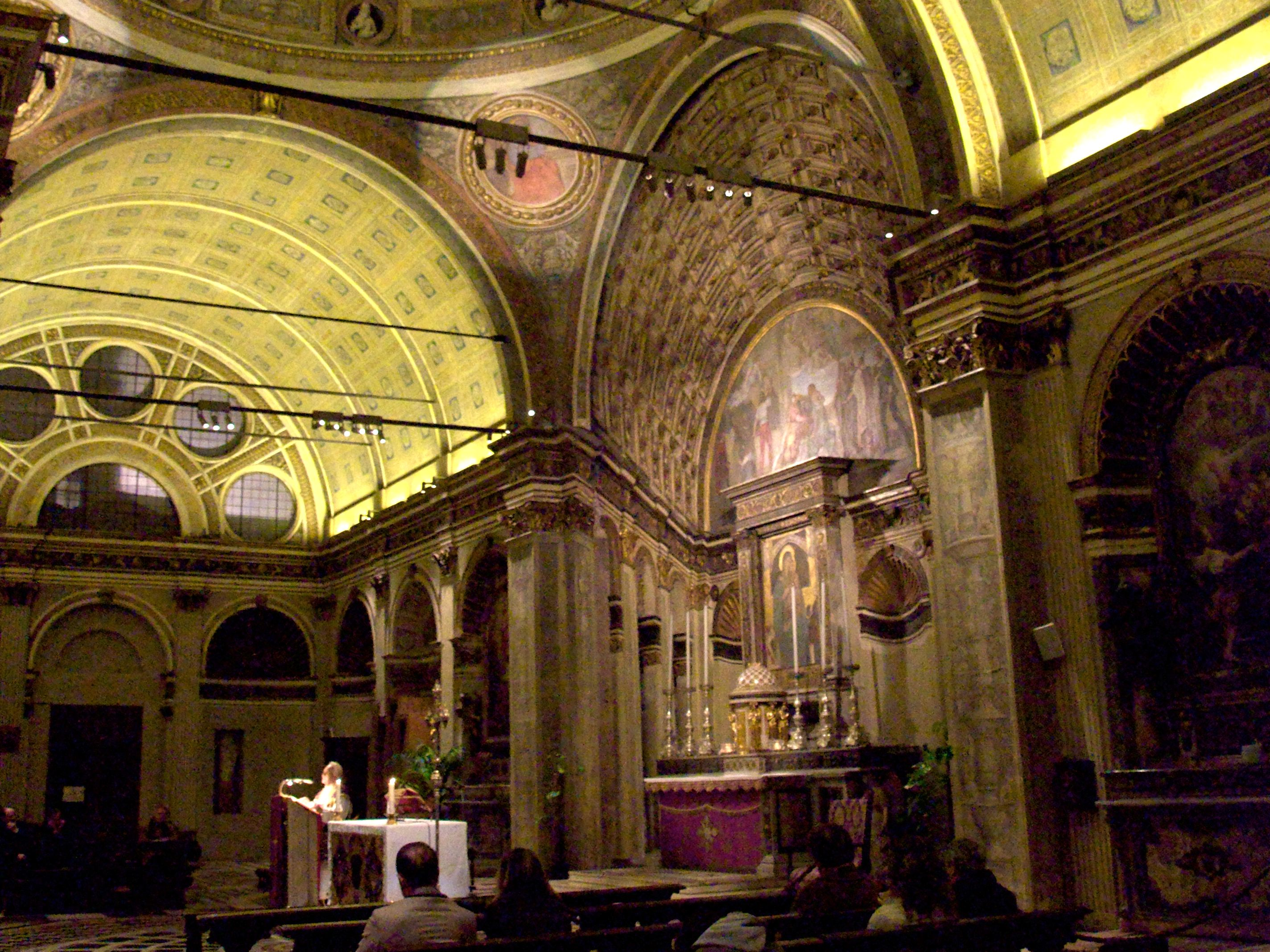
Trompe l’oeil von der Seite betrachtet

### Sakristei

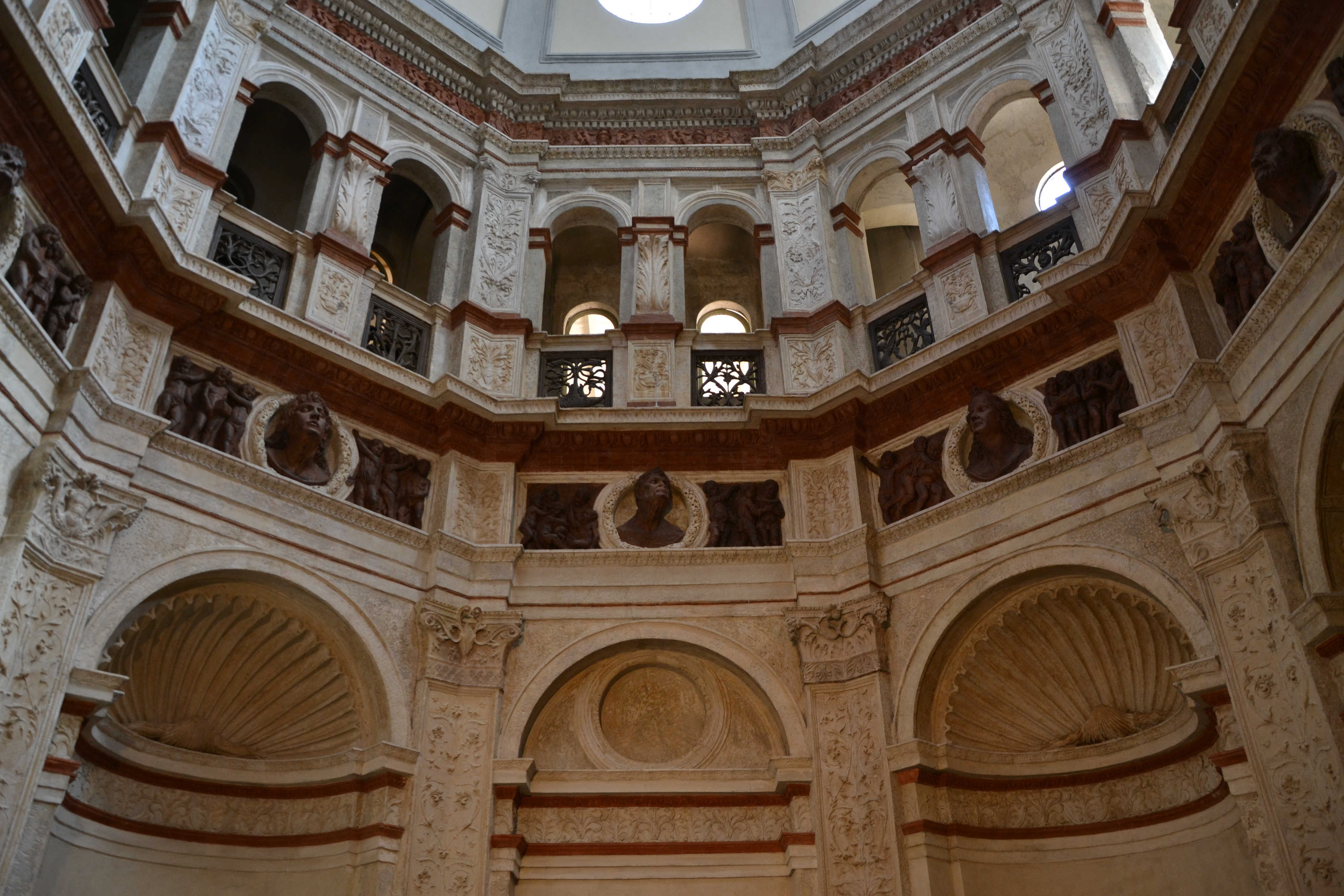
Sakristei von Amadeo

Im westlichen Winkel zwischen Lang- und Querhaus steht die Sakristei, sie diente auch als Taufkapelle. Diese Bauaufgabe wurde seit frühchristlicher Zeit meist als separates, rundes oder vieleckiges Gebäude ausgebildet. Da nun der Zentralbau auch eine Lieblingsidee der Renaissance war, lag es nahe, dass Amadeo für dieses Projekt auf eine solche antik-frühchristliche Konzeption zurückgriff, zumal mit San Satiro eine nur wenige Schritte entfernte Anregung gegeben war. Das dabei entwickelte, sogenannte Mailänder Schema einer Durchdringung von Kreis- und Quadratfigur führte er in seinem Entwurf für den Petersdom in Rom weiter aus.
Auf außen quadratischem, innen achteckigem Grundriss türmen sich, nach oben feingliedriger werdend, die Bogenstellungen der Nischen im Erdgeschoss, die Doppelarkaden im Obergeschoss und das Muldengewölbe der Kuppel (letztere ähnlich dem Baptisterium in Florenz) übereinander. In der Steilheit seiner Proportionen und Vertikalität der übereinander gestaffelten Bauglieder hat man noch einen „letzten Rest von Gotik“ erkennen wollen. Eine Konzession an den lombardischen Geschmack ist der reiche plastische und ornamentale Schmuck.

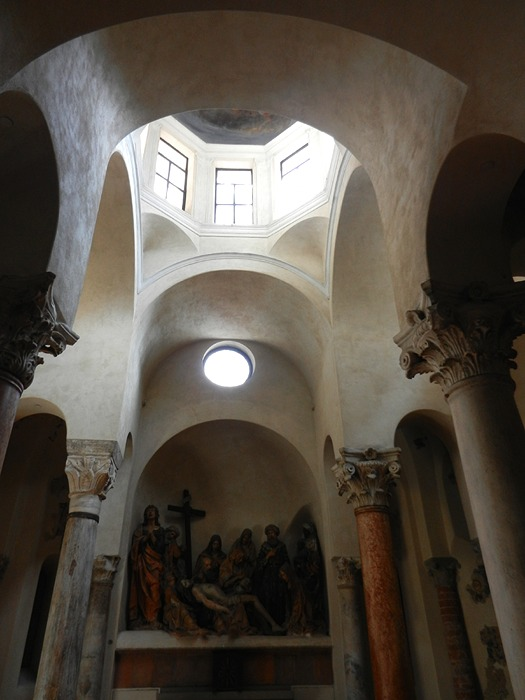
San Satiro, Inneres

### San Satiro
Das linke Seitenschiff führt mit leichter Achsendrehung in den Sacello di San Satiro, heute auch Cappella della Pietà genannt, den Gründungsbau aus dem 9. Jahrhundert mit vierpassförmigem Grundriss. Auf Säulen mit teils römischen, teils karolingischen Kapitellen vor ehemals vier Exedren ruht die Kuppelkonstruktion nach byzantinischem Schema. Von den karolingischen Fresken wurden geringe Reste freigelegt.